# Clossiana lecharlesi
Clossiana lecharlesi är en fjärilsart som beskrevs av Varin 1933. Clossiana lecharlesi ingår i släktet Clossiana och familjen praktfjärilar. Inga underarter finns listade i Catalogue of Life.